# Arsenal de Naples

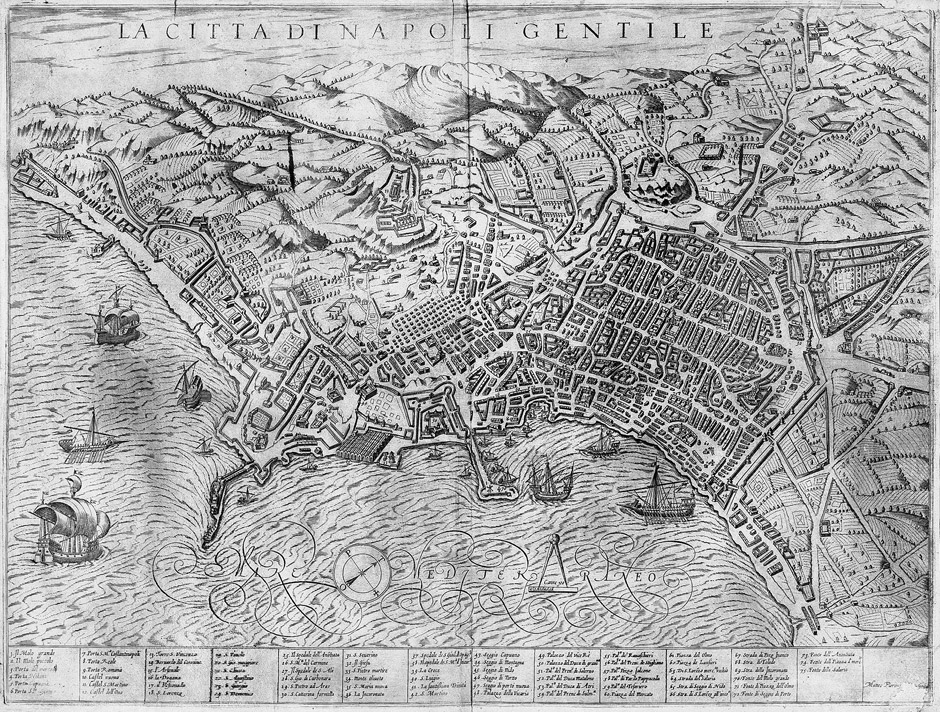
Vue de 1590 La Città di Napoli Gentile, dans laquelle est visible l'arsenal de Naples

L'arsenal de Naples (en italien : Arsenale di Napoli) était un bâtiment utilisé pour la réparation, le stockage et la fourniture d'armes et de munitions.
Au départ, l'arsenal maritime était situé près du château du Maschio Angioino à Naples, dans la zone où se trouvent aujourd'hui les Jardins de Molosiglio, puis l'arsenal a été déplacé sur la Via Gianturco, puis détruit et passé sur la Via Orazio, avec la localisation finale Bagnoli.

## Histoire
Historiquement, l'origine de l'arsenal remonte à environ 1300. Le premier arsenal napolitain était situé dans une zone proche de l'actuelle Piazza Municipio et de la Via Cristoforo Colombo.
En 1575, le vice-roi Íñigo López de Hurtado de Mendoza, considérant qu'il ne convenait pas à son objectif, décida de le déplacer et d'en construire un plus grand sur la plage de Santa Lucia près de la tour de San Vincenzo, un avant-poste défensif du Castel Nuovo construit à l'époque angevine sur une petite île où, à l'époque ducale, avait été édifiée une église. La tour sera démolie en 1742.
Le chantier naval, bien visible dans la vue de La Città di Napoli Gentile (la ville de Naples Gentile) de 1590 au centre du littoral, entre le Castel dell'Ovo et l'embarcadère angevin, a été conçu par le Frère architecte Giovanni Vincenzo Casali, construit à partir de 1577 et terminé sous le gouvernement du vice-roi duc d'Osuna, très probablement à la fin de 1583.

### Le dock
En 1667, le vice-roi Don Antonio d'Aragona chargea le frère Bonaventura Presti de fouiller le dock à droite de l'arsenal, mais des problèmes techniques conduisirent en cours de route à la révocation de la tâche et à l'achèvement des travaux confiés à Francesco Antonio Picchiatti et Donato Antonio Cafaro. Le dock a été inauguré en 1668.

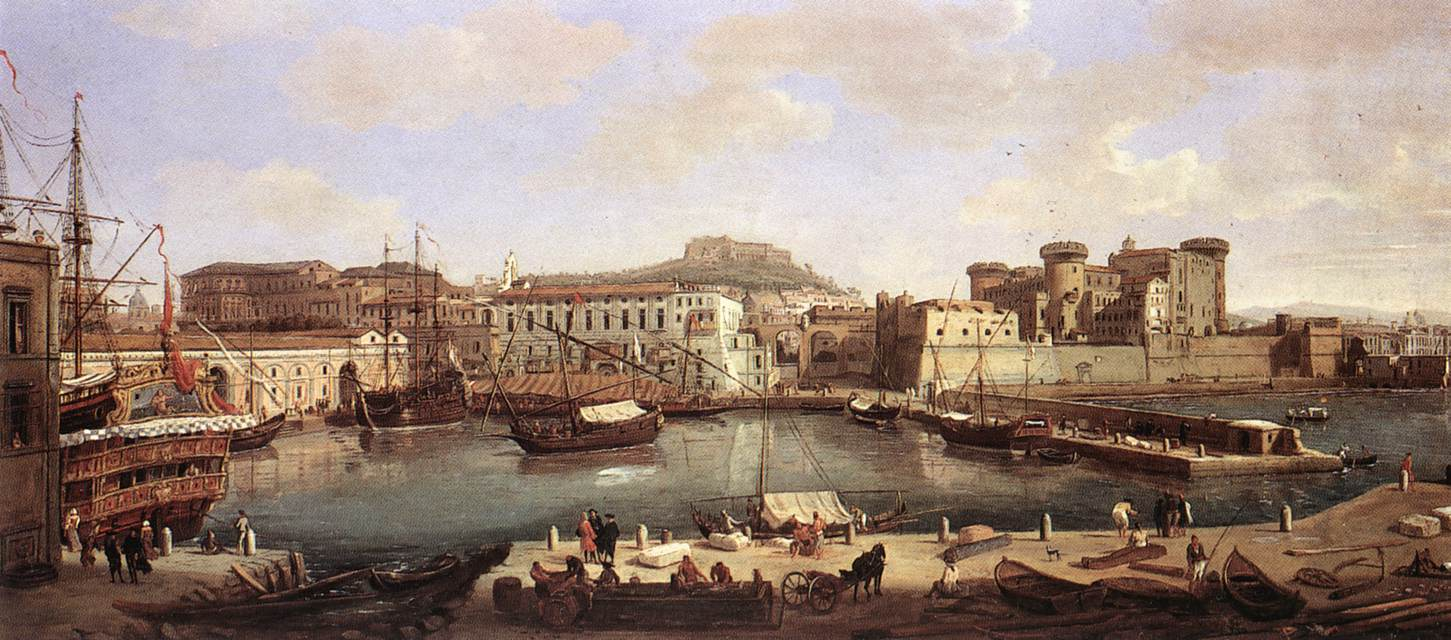
Vue du quai, début du XVIIIe siècle. L'arsenal se trouve sur la gauche.

En 1840, un certain nombre de modifications à apporter au port de Naples ont été présentées au roi des Deux-Siciles Ferdinand II, y compris certaines modifications apportées en 1846 à la structure du chantier naval, qui a également été agrandi.
A la jetée de San Vincenzo, l'arsenal de Naples, a été le deuxième en Italie, dans l'ordre de temps après celui de Gênes,, à voir construire une cale sèche en maçonnerie, l'inaugurant le 5 août 1852.
Le 10 juillet 1900, les troupes italiennes ont embarqué de l'arsenal de Naples pour atteindre la Chine.

### Le transfert
Dans les années 1920, avec la réorganisation urbaine de la côte, l'arsenal a été déplacé à l'est de Naples, dans la Via Emanuele Gianturco, au milieu de la zone industrielle. Le bâtiment du XVIe siècle a été démoli pour permettre la construction d'un axe routier qui relie la partie orientale de la ville à la Riviera di Chiaia : la nouvelle Via Litoranea, appelée plus tard Via Ammiraglio Ferdinando Acton. En même temps, les Jardins de Molosiglio ont été créés.
Après la Seconde Guerre mondiale, il a été transféré à nouveau, d'abord dans une grotte de la via Orazio, derrière le bâtiment de la Clinique Méditerranéenne, puis dans l'établissement Bombrini-Parodi de la via Campegna, près de Bagnoli.
Avec le décret du ministère de la défense du 20 janvier 1998, il a été décidé de fermer définitivement l'arsenal de Naples, ainsi que celui de Messine et de La Maddalena, ne laissant que trois arsenaux actifs en Italie pour la Marina Militare (Marine militaire italienne): Augusta (Arsenale militare marittimo di Augusta), Tarente (Arsenale militare marittimo di Taranto) et La Spezia (Arsenale militare marittimo della Spezia)
La zone appartient au Ministère de la Défense, et son utilisation future dans la recherche et le développement est à l'étude, également au niveau international

## Note
1. 1 2 3  quartiere portuale
2. ↑  Cfr. sulla memoria redatta per il Parlamento nazionale dal colonnello del Genio e deputato Damiano Sauli in Dei bacini di carenaggio e particolarmente di quello costruito nel porto di Genova dal 1847 al 1851, Genova, Fratelli Ferrando, 1852.
3. ↑  Cfr. il lemma "arsenale" sull'Enciclopedia Italiana Treccani.
4. ↑  Arsenale militare marittimo Augusta
5. ↑  Alilauro - aliscafi, collegamenti marittimi - Golfo di Napoli, Ischia, Isole Eolie

## Source
- (it) Cet article est partiellement ou en totalité issu de l’article de Wikipédia en italien intitulé « Arsenale di Napoli » (voir la liste des auteurs).